# Bachir Diallo
Pour les articles homonymes, voir Diallo.
Général Bachir Diallo, est un officier et homme politique guinéen.
Il est le Ministre de la Sécurité et de la Protection Civile dans le gouvernement dirigé par Mohamed Béavogui du 21 octobre 2021, celle de Bernard Goumou du 20 août 2022 au 19 février 2024. Puis depuis le 13 mars 2024 dans le Gouvernement Bah Oury.

## Biographie et études
Bachir Diallo a fait ses études universitaires à l'Université Gamal Abdel Nasser de Conakry en chimie industrielle de 1983 en 1987, et de 2008 en 2009, il fait son master 2 en sciences politiques et sociales de l'Université Paris II en France.

### Formation militaire
Bachir Diallo a suivi des études militaires à l'école des élèves officiers de Coetquidan en France de 1992 en 1994, il rejoint les cours de lieutenants à l'école d'infanterie de Montpelier puis celui des cours de capitaines dans la même école en 1997.
Aux États-Unis, Bachir Diallo a fait l'école de Géni de Fort Leonard Wood de 2000 en 2001. Puis il rejoint l'école d’État-major à Compiègne jusqu'en 2002 et de 2008 en 2009 à l'école de guerre de Paris en France.

## Parcours professionnel
Bachir Diallo était assistant du ministre de la Défense nationale de 2007 en 2008. Entre 2009 et 2010, il est chargé d'études à la commission ad hoc des forces armées guinéennes et par la suite, il devient directeur du cabinet de ministère de la Défense nationale, vice-ministre de la Défense nationale.
Avant d'être ministre, il était l'attaché de défense à l’Ambassade de Guinée en Algérie.
Il est nommé par décret le 21 octobre ministre de la Sécurité et de la protection civile en remplacement d'Albert Damantang Camara. Le 9 mai 2023, il devient Ministre d'Etat, ministre de la Sécurité et de la protection civile. 
Le 19 février 2024, le gouvernement Bernard Goumou dont il est membre est dissout par le Comité national du rassemblement pour le développement (CNRD).
Le 13 mars 2024, il est reconduit au même poste dans le Gouvernement Bah Oury.

## Galerie

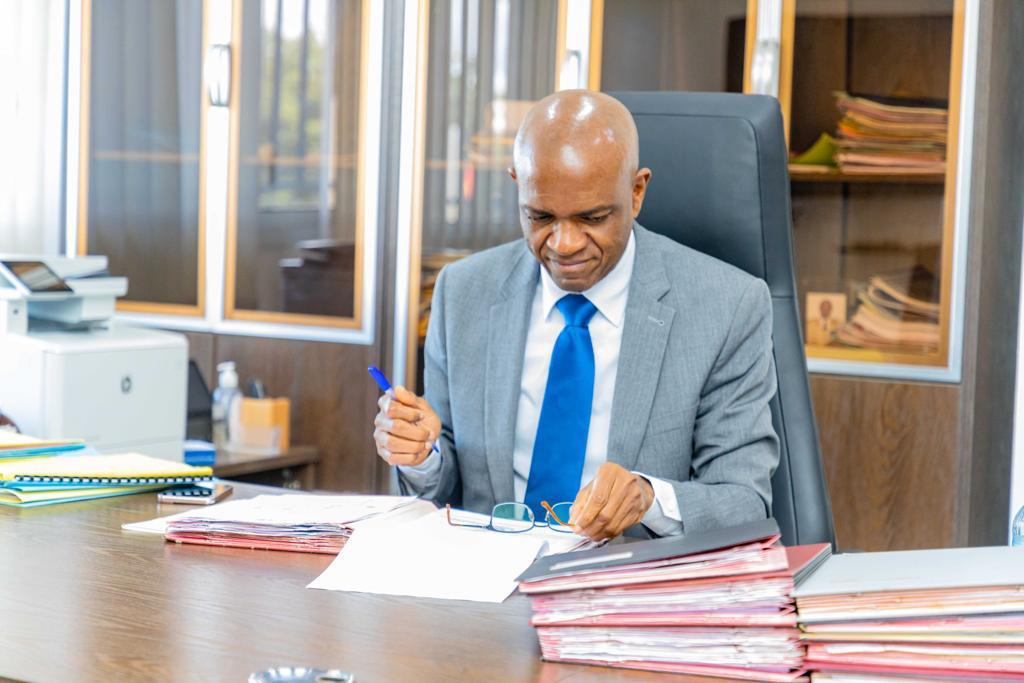
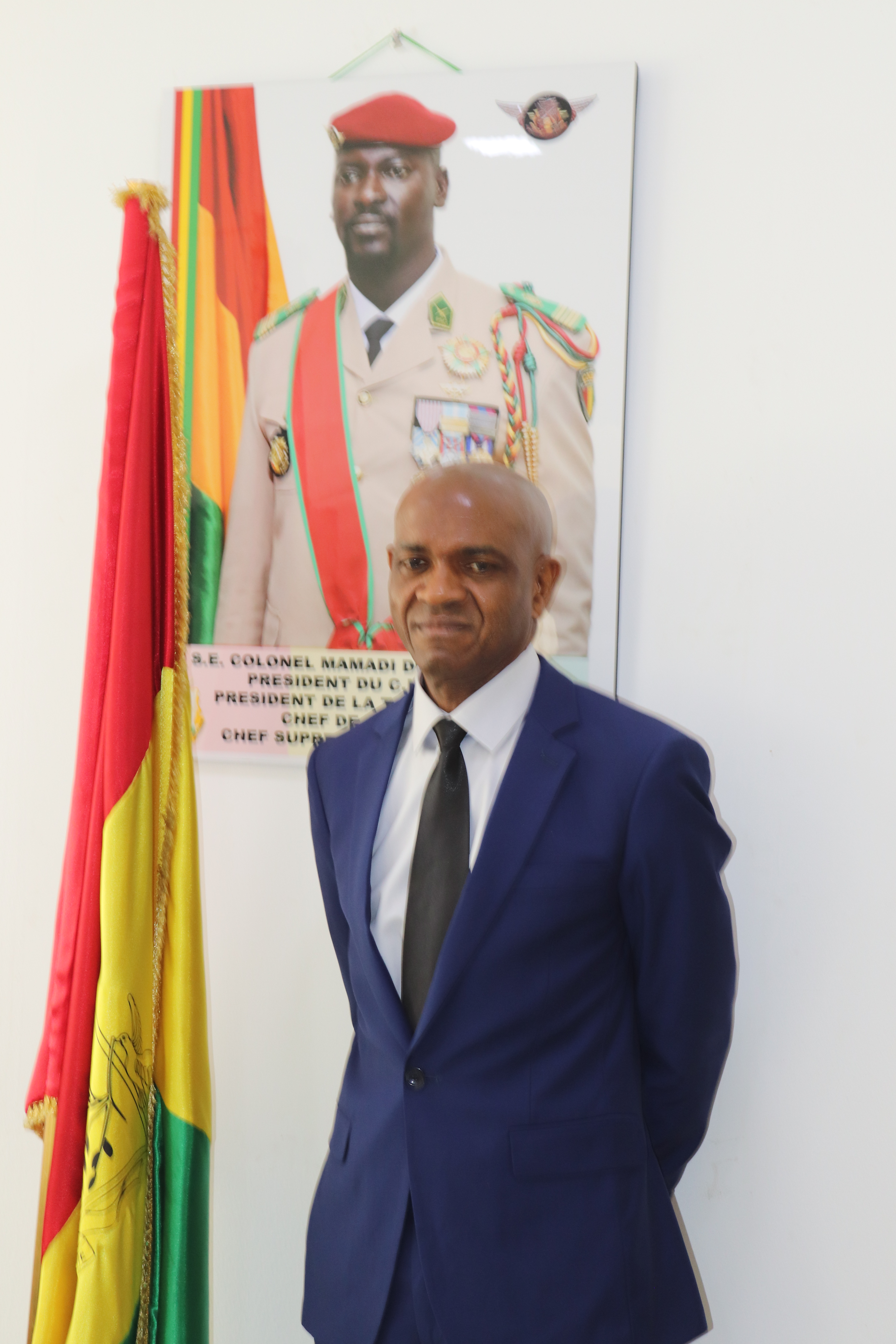
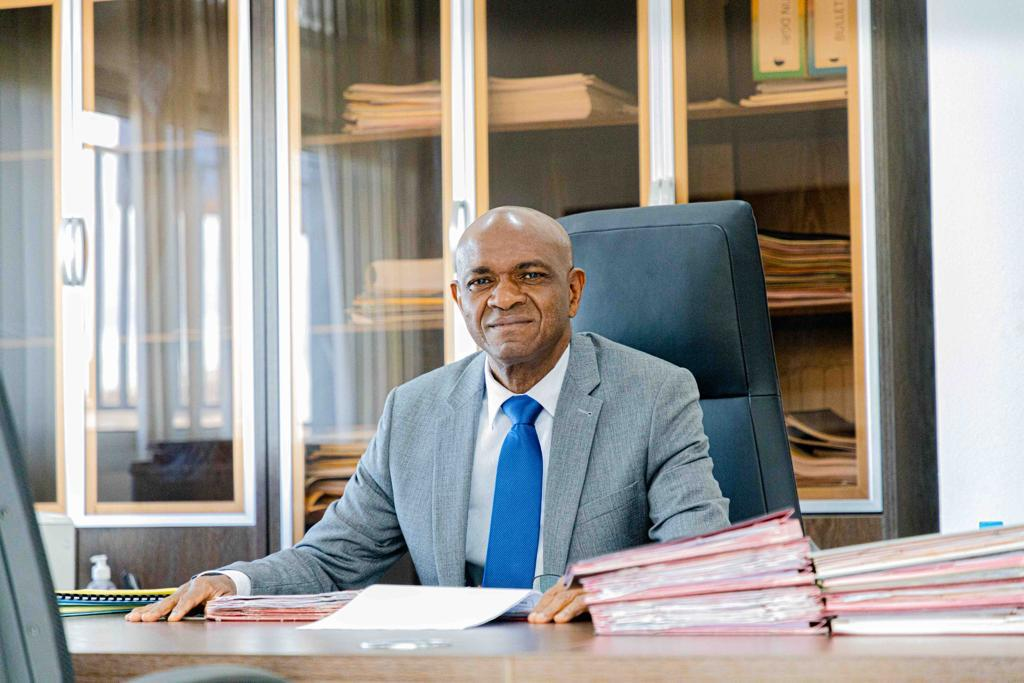